# 贵州茶藨子
贵州茶藨子（学名：Ribes fasciculatum var. guizhouense）为虎耳草科茶藨子属下的一个变种。

## 扩展阅读
- 維基物種上的相關：贵州茶藨子